# پروورالسک
شهر پروورالسک (به روسی: Первоуральск) در کشور روسیه و در اوبلاست سوردلوفسک واقع شده‌است.